# Senat (Senegal)
Senat (fr. Sénat) – izba wyższa parlamentu Senegalu. Składa się ze 100 członków powoływanych na pięcioletnią kadencję. Sześćdziesięciu pięciu członków jest nominowanych przez prezydenta Senegalu. Pozostałych 35 senatorów wybierają kolegia elektorskie (po jednym w każdym z 35 departamentów) złożone z członków władz lokalnych różnych szczebli oraz dodatkowo członków Zgromadzenia Narodowego wybranych na danym terenie. 
Senatorowie muszą mieć ukończone 35 lat i posiadać obywatelstwo Senegalu. Muszą być także członkami partii politycznych. 